# Cementita

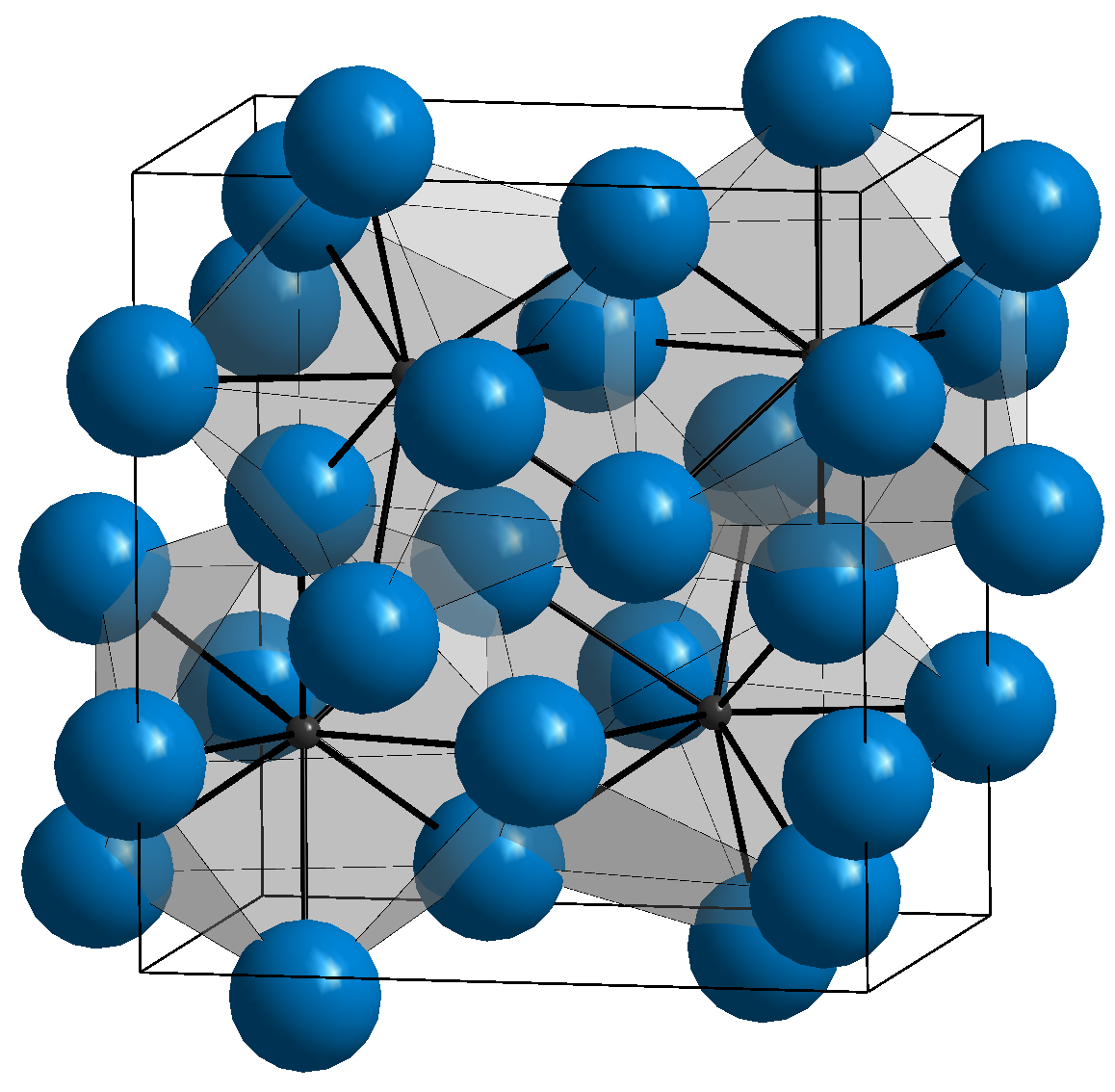
Estructura cristal·lina de la cementita

La cementita o carbur de ferro és un material que es produeix per efecte de l'excés de carboni sobre el límit de solubilitat,és un constituent dels acers, i altres aliatges ferris com les foses blanques, que apareix quan el refredament de l'aliatge segueix el diagrama metaestable Fe-Fe3C en comptes de seguir el diagrama estable ferro-grafit. Si bé la composició química de la cementita és Fe₃C, l'estructura cristal·lina és del tipus ortoròmbica, amb 12 àtoms de ferro i 4 àtoms de carboni per cel·la. La cementita conté un 6,67% de carboni,1 i és un compost intermetàl·lic d'inserció.

## Propietats físiques
La cementita és molt dura, de fet és el constituent més dur dels acers al carboni, amb una duresa de 68 HRc. La cementita destaca per ser un constituent fràgil, amb allargament nul i molt poca resiliència. La seva temperatura de fusió és de 1227 °C. Com que la cementita és molt dura i fràgil, no és possible utilitzar-la per a operacions de laminatge o forja a causa de la seva dificultat per ajustar-se a les concentracions d'esforços.
Tots els aliatges Fe-C que solidifiquen segons el diagrama metaestable, entre elles tots els acers, tenen com a úniques fases ferrita i cementita en estat de recuit. La cementita pot aparèixer com microconstituent, o al costat de la ferrita formant un microconstituent diferent a la ferrita o a la cementita anomenat perlita.

## Observació al microscopi
Existeixen diferents formes d'observar la cementita d'un aliatge en un microscopi de reflexió. Els reactius més utilitzats són el picrat sòdic alcalí en calent i el NITAL-3. El primer enfosqueix completament a la cementita, mentre que el segon només ataca a la vora de gra de la cementita deixant el nucli blanc.
Es tracta d'una fase soluble en estat sòlid que pot fer-se desaparèixer mitjançant un tractament tèrmic adequat (recuit de gratificació).